# A História do Espiritualismo
História do Espiritismo (The history of spiritualism no original em inglês) é um livro que trata da história do espiritualismo. Escrito por Sir Arthur Conan Doyle em 1926, em inglês e pela editora Cassel & Co. Foi editado e traduzido pela primeira vez em 1960 no Brasil, contando com uma segunda edição em 2023, com ambas as edições a cargo da Editora Pensamento-Cultrix.
A obra trata da história do espiritualismo na França, Alemanha, Itália e Estados Unidos, tratando de fenômenos e acontecimentos anteriores à sistematização da doutrina, como a história de Swedenborg e o episódio de Hydesville, assim como eventos posteriores e temas recorrentes, como ectoplasma, fotografia espírita e vozes mediúnicas.